# Estela de Magacela
La Estela de Magacela, datada entre el 1100 a. C. y 800 a. C., es una estela de guerrero en forma de poliedro piramidal alargado con la parte superior ligeramente cónica. Fue encontrada en Magacela, Badajoz, formando parte del muro de un huerto y fue publicada por vez primera en 1950.
Esta estela muestra la figura de un guerrero que lleva cruzada en su cintura una espada corta o puñal y dos largos cuernos de toro que emergen de su cabeza. A la derecha del guerrero hay cinco puntos, una lanza y un espejo, y a sus pies un escudo de cinco círculos concéntricos, de los que los dos más internos muestran sendas escotaduras en V.
Esta pieza está expuesta en el Museo Arqueológico Nacional de España, en Madrid desde el año 1983 y tiene el número de inventario 1983/135/3.